# الهواشم (كفر البطيخ)
الهواشم هي إحدى قرى مركز كفر البطيخ التابع لمحافظة دمياط بجمهورية مصر العربية.